# Egoi Martínez
Egoi Martínez de Esteban (født 15. maj 1978, Etxarri, Navarra, Spanien) er en tidligere spansk professionel landevejsrytter.
I sit første Tour de France i 2004 fuldførte Martínez på en samlet 41. plads.

## Tour de France
- 2009 – nr. 44 sammenlagt
- 2008 – nr. 50 sammenlagt
- 2007 – nr. 61 sammenlagt
- 2006 – nr. 42 sammenlagt
- 2005 – nr. 48 sammenlagt
- 2004 – nr. 41 sammenlagt